# سیری در جهان کافکا
سیری در جهان کافکا کتابی از سیاوش جمادی است که در سال ۱۳۸۲ منتشر و در مراسم کتاب سال جمهوری اسلامی ایران به‌عنوان کتاب برگزیده معرفی شد.